# إليزابيث مكدونالد
إليزابيث مكدونالد (بالإنجليزية: Elizabeth McDonald)‏ هي رسامة أمريكية، ولدت في 1985 في بلينو في الولايات المتحدة.